# Franz Pforr
Franz Pforr (né à Francfort le 5 avril 1788, mort à Albano Laziale le 16 juin 1812), est un peintre allemand, membre du mouvement nazaréen.

## Biographie

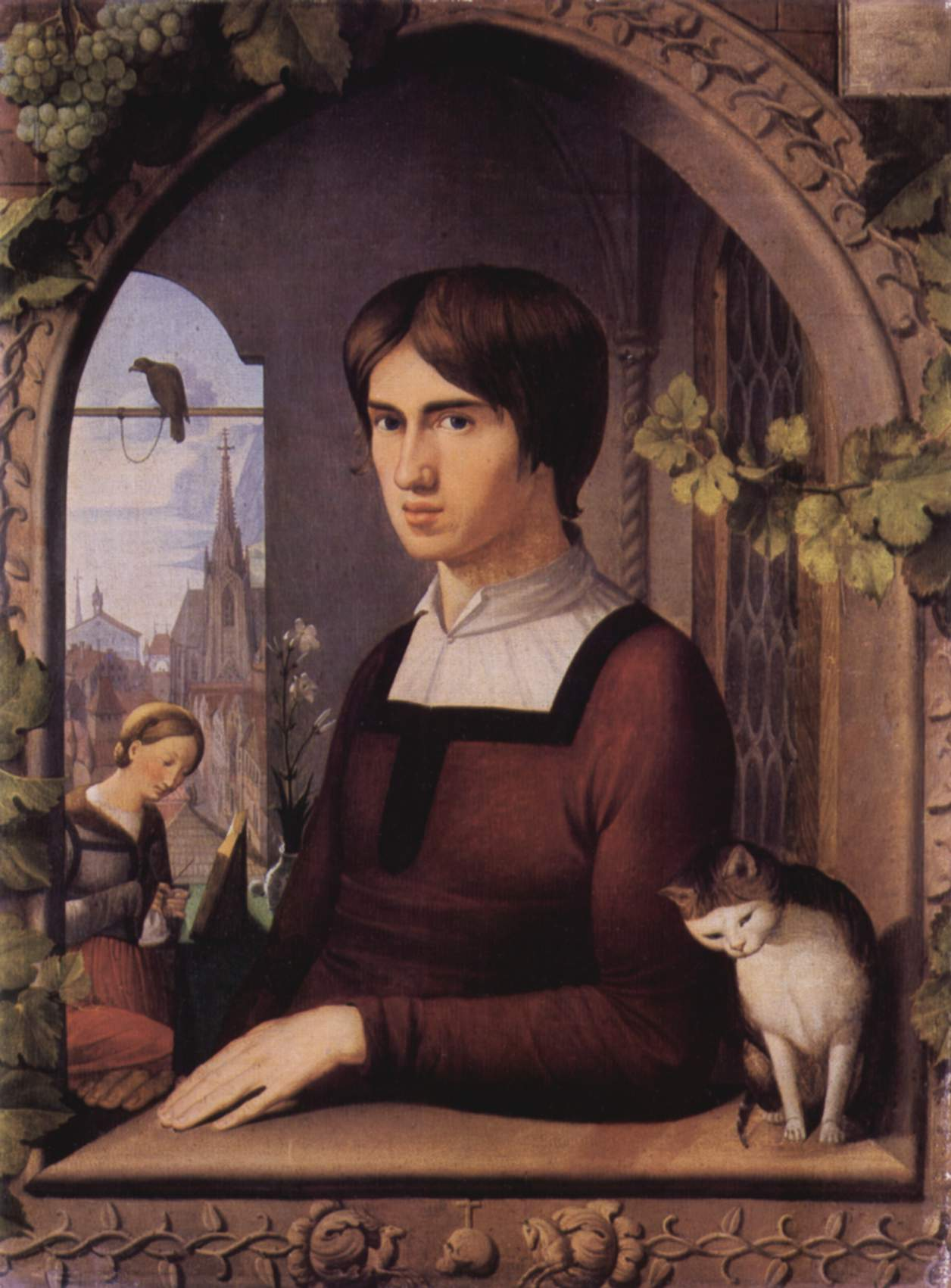
Portrait de Franz Pforr, par Johann Friedrich Overbeck, 1810

Il est le fils de Johann Georg Pforr, peintre, spécialiste du cheval et de Johanna Christiane Tischbein, une descendante de la famille Tischbein (de). À l'âge de 12 ans, il perd ses parents puis, l'année suivante, son seul frère. Son oncle Johann Heinrich Tischbein der Jüngere, un galeriste, le prend alors sous sa protection en 1801 à Cassel, l'encourage dans sa formation afin qu'il puisse être admis à l'Académie de Vienne.
En 1805, il est accueilli à cette Académie, est l'élève de Heinrich Füger, peintre renommé de style néoclassique, proche de l'école de Jacques-Louis David.
Franz Pforr et ses amis étudiants Johann Friedrich Overbeck, Ludwig Vogel et Johann Konrad Hottinger, mécontents, comme lui, de la formation trop empreinte d'académisme de leur maître, recherchent désormais une nouvelle forme d'expression et décident de prendre comme modèle les primitifs italiens, prédécesseurs de Raphaël. Ils fondent la Confrérie de saint Luc en 1809. 
Une contradiction artistique flagrante et des relations conflictuelles amènent l'exclusion de ces étudiants de l'académie ; ils quittent alors Vienne et partent pour Rome ; ils s'installent dans cette ville, en 1810, dans l'ancien couvent franciscain désaffecté de San Isidoro où ils vivent en communauté, puis fondent le mouvement nazaréen, reconnu comme un important courant de l'art romantique allemand de la première moitié du XIXe siècle.
En 1811, visite Nemi et Naples.
Franz Pforr décède de tuberculose le 16 juin 1812 à Albano, où il a déménagé quelques mois plus tôt.

## Œuvres
Malgré sa courte vie artistique, Franz Pforr a peint quelques tableaux et une centaine de dessins et il est un des plus importants peintres du romantisme allemand:
- Autoportrait, Städelsches Kunstinstitut de Francfort

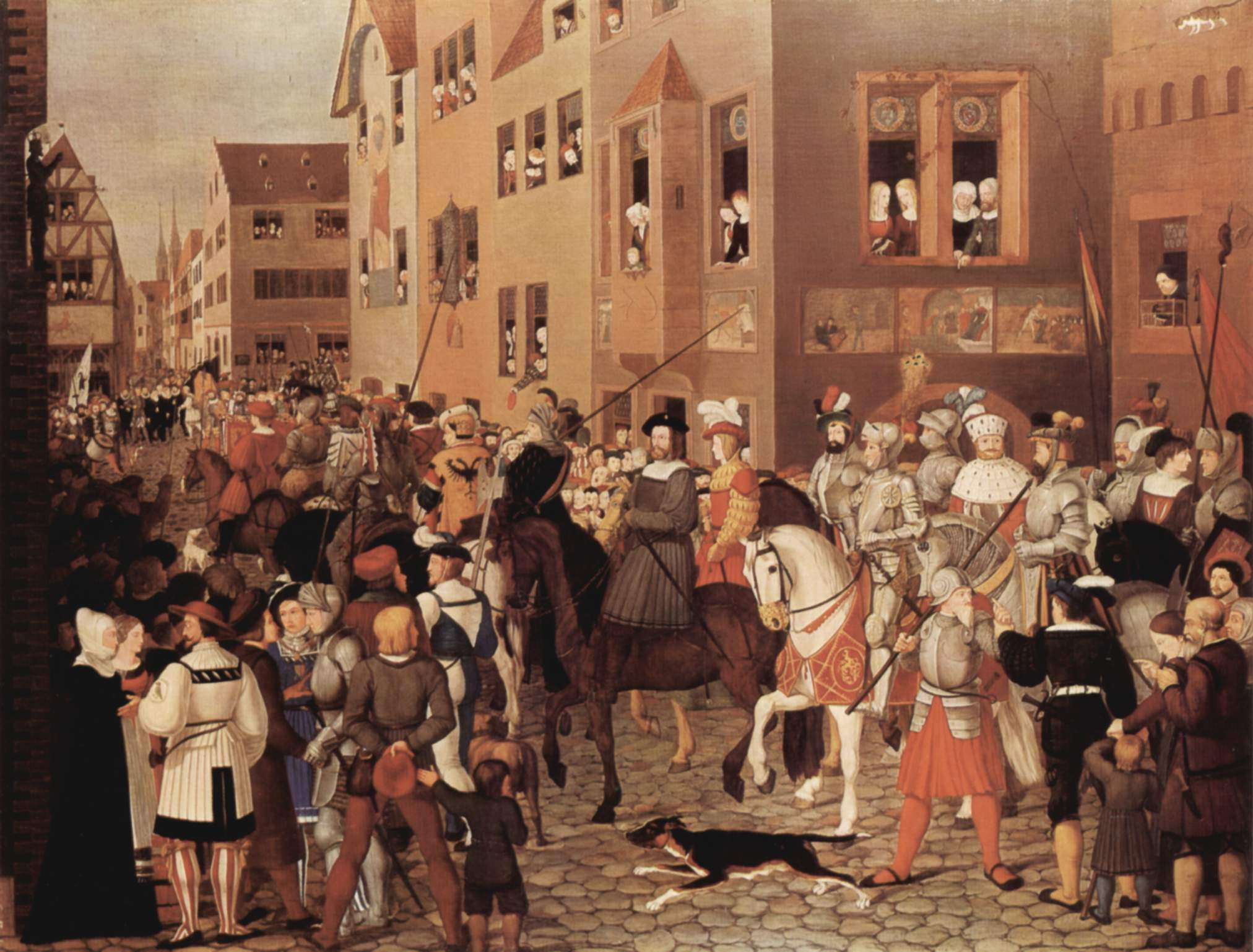
Entrée de l'empereur Rudolf Habsbourg à Bâle, 1808-1810, huile sur toile, 90 × 119 cm, Städelsches Kunstinstitut, Francfort
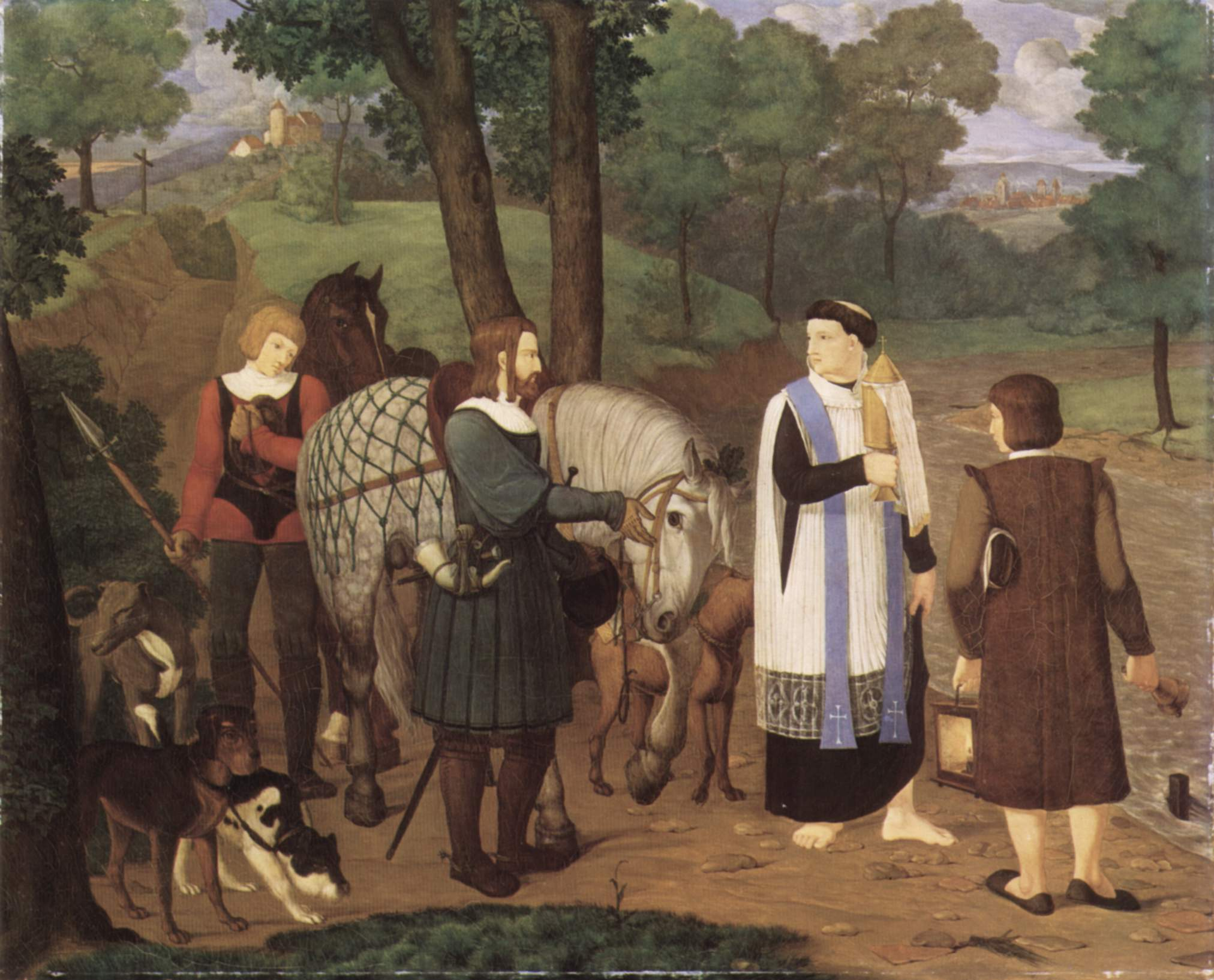
Le comte de Habsbourg et le prêtre, Städelsches Kunstinstitut de Francfort
- Saint Georges et le dragon, Städelsches Kunstinstitut de Francfort
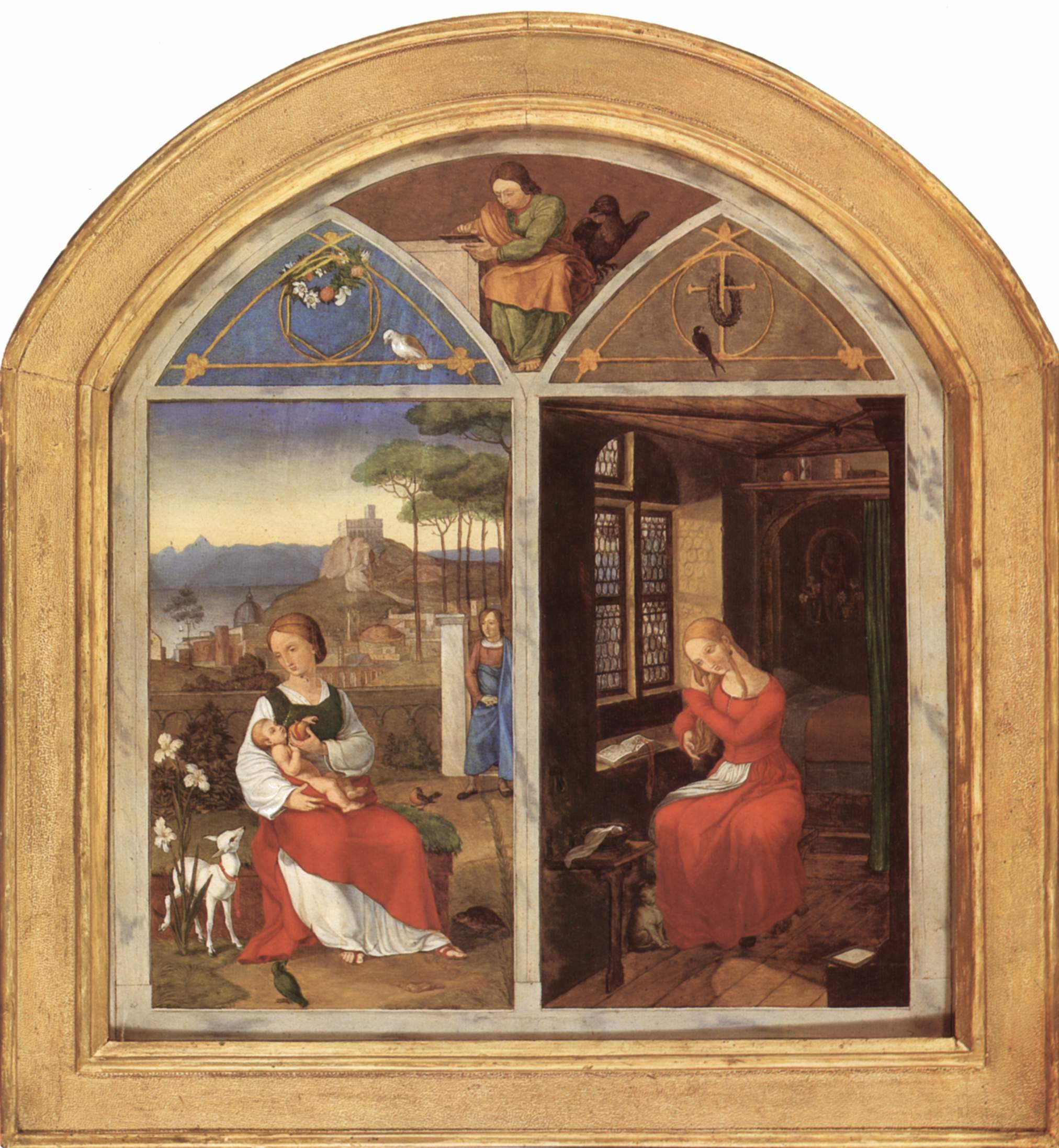
Sulamith et Marie, musée Georg-Schäfer (de) de Schweinfurt